# Le Populaire du Centre
Pour les articles homonymes, voir Le Populaire.
Le Populaire du Centre (appelé couramment Le Gabin Populaire ou surnommé Le Popu) est un journal quotidien régional limousin du groupe Centre France qui paraît dans le département de la Haute-Vienne et qui est disponible dans les communes limitrophes (en Charente).
Une édition est proposée du lundi au samedi (Haute-Vienne), et une le dimanche (Haute-Vienne). Son siège est à Limoges.

## Historique

### Fondation
Le journal est fondé le 21 octobre 1905 à Limoges par Léon Betoulle et Pierre Bertrand. Ce dernier en est le premier rédacteur en chef. Il a longtemps été le journal officiel de la section départementale de la Section française de l'Internationale ouvrière (SFIO).
En 1916, le député socialiste Adrien Pressemane initie un supplément hebdomadaire au journal, intitulé Le Populaire. Cette publication est rapidement dissociée du Populaire du Centre et devient un quotidien établi à Paris dès 1917. Le Populaire paraît jusqu'en 1970.

### Développement
Jean Clavaud en est le responsable en 1940, également à la tête de la société Imprimerie nouvelle qui assure l'édition du journal. Le journal est supprimé par le régime de Vichy en 1941, remplacé par l'Appel du Centre, à l'instigation de Jean Clavaud, qui lui donne une ligne éditoriale vichyste. Le quotidien reparaît en 1944. Jean Clavaud y demeure impliqué, bien qu'exclu par la SFIO. À la Libération, le socialiste Jean Le Bail officie comme directeur politique de la publication. Il est remplacé par René Regaudie et Georges Lamousse en 1958, tandis que Jean Clavaud demeure président du conseil d'administration jusqu'en 1970. Dans les années 1960, la parution du journal s'étend à la Haute-Vienne, la Charente, la Corrèze, la Creuse, la Dordogne et au Lot.
En 1970, le journal et l'imprimerie sont repris par le groupe L'Express. En 1972, le groupe Centre France devient actionnaire principal du Journal du Centre de Nevers et du Populaire du Centre. Le Parti socialiste conserve toutefois un rôle dans la propriété du titre, puisque François de Grossouvre, industriel proche de François Mitterrand, devient vice-président du conseil d'administration, et Louis Longequeue, maire de Limoges, en conserve un quart des parts.
Dans les années 1990, bien que déjà séparé du PS, le journal continue d'être associé à la gauche socialiste locale. Le quotidien Libération rappelle en 1995 que « la petite histoire limougeaude veut qu'on se transmette en héritage le bulletin de vote socialiste et l'abonnement au Populaire ».
Il passe au format tabloïd, le 23 janvier 2008, en même temps que les autres quotidiens du Groupe Centre France. Le 1er janvier 2021, Le Populaire a cessé — le temps d'une journée — de paraître sur version papier en diffusant uniquement en numérique.

### Évolution de la diffusion
| Année | Diffusion payée | Diffusion totale (gratuits inclus) |
| ----- | --------------- | ---------------------------------- |
| 2024  | 21 764          | 22 356                             |
| 2020  | 28 444          | 29 207                             |
| 2018  | 31 074          | 32 113                             |
| 2017  | 33 089          | 34 273                             |
| 2016  | 34 747          | 35 974                             |
| 2015  | 36 708          | 37 930                             |
| 2014  | 37 977          | 39 167                             |
| 2013  | 38 692          | 39 914                             |
| 2012  | 39 971          | 41 192                             |
| 2011  | 40 880          | 42 305                             |
| 2010  | 41 719          | 43 159                             |
| 2009  | 42 403          | 43 868                             |
| 2008  | 43 029          | 44 524                             |
| 2007  | 43 420          | 44 851                             |

## Logos

Logo de 1905 à 1928.
Logo de 1928 à 1940, puis de 1944 à 1946.
Logo de 1946 à 1948.
Logo de 1948 à 1990.
Logo de 1990 à 1991.
Logo de 1991 à 2004.
Logo de 2004 à 2008.
Logo à partir de 2008.
Logo en vigueur.

## Valorisation
Les titres du journal parus entre 1905 et 1947 ont été numérisés et rendus accessibles par la Bibliothèque francophone multimédia de Limoges.